# Eugène Mougin
Eugène Mougin (ur. 17 listopada 1852 w Paryżu, zm. 28 grudnia 1923 tamże) – francuski łucznik, mistrz olimpijski.
Mougin wystartował na Letnich Igrzyskach Olimpijskich 1900 w Paryżu. Został mistrzem olimpijskim, zdobywając złoto w au chapelet z 50 m.